# 雷讷维尔 (厄尔省)
雷讷维尔（法語：Renneville，法語發音：[ʁɛnvil]）是法国厄尔省的一个市镇，位于该省东北部，属于莱桑德利区。

## 地理
雷讷维尔（49°24'9"N, 1°19'14"E）面积6.3 平方千米，位于法国诺曼底大区厄尔省，该省份为法国北部内陆省份，北起滨海塞纳省，西接奧恩省和卡爾瓦多斯省，南至厄尔-卢瓦省，东临瓦兹省、瓦兹河谷省和伊夫林省。
与雷讷维尔接壤的市镇（或旧市镇、城区）包括：博杜安堡、莱特吉沃、昂代勒河畔佩里耶、拉德蓬、弗雷讷勒普朗。

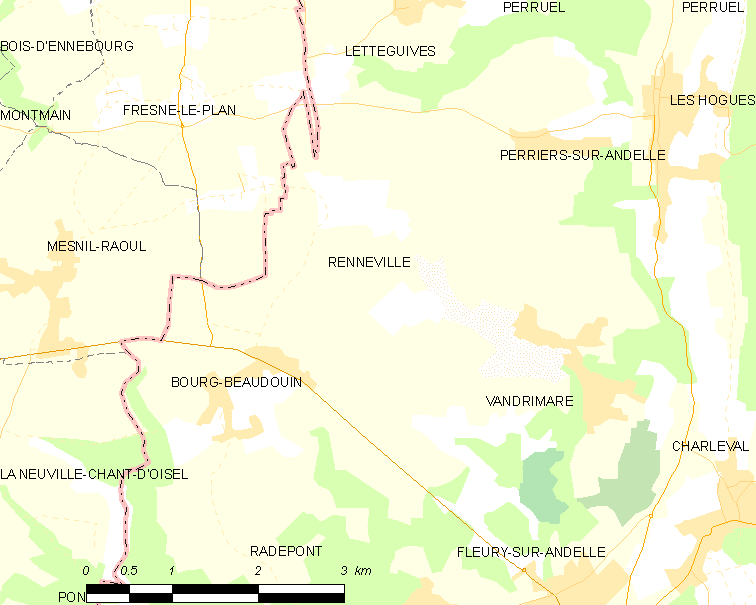
的OSM定位图

雷讷维尔的时区为UTC+01:00、UTC+02:00（夏令时）。

## 行政
雷讷维尔的邮政编码为27910，INSEE市镇编码为27488。

## 政治
雷讷维尔所属的省级选区为昂代勒河畔罗米伊县。

## 人口

1962-2008年间人口变化图示

雷讷维尔于2022年1月1日时的人口数量为207人。